# Josh D'Amaro
Josh D'Amaro (Medfield, 1971) es un empresario estadounidense, presidente de Disney Parks, Experiences and Products. Antes de convertirse en presidente, D'Amaro tuvo una carrera de 22 años en The Walt Disney Company, particularmente en sus puestos en todo el sector turístico de la compañía.

## Educación y primeros años de carrera
En 1993, D'Amaro se graduó de la Universidad de Georgetown con una Licenciatura en Administración de Empresas. Comenzó su carrera en el departamento de finanzas de The Gillette Company con sede en Boston antes de unirse a The Walt Disney Company en 1998.

## Carrera en The Walt Disney Company
Durante los primeros 10 años de su carrera en Disney, D'Amaro ocupó varios puestos de liderazgo. De 1998 a 2008 fue vicepresidente de ventas y marketing comercial de viajes. Durante ese tiempo, también fue director de planificación empresarial y desarrollo estratégico de 2005 a 2006. En 2008, se convirtió en director financiero del negocio de licencias de productos de consumo de Disney y ocupó el cargo durante dos años.

### Posiciones dentro de Disney Parks, Experiences and Products
En 2010, fue ascendido a vicepresidente de Aventures by Disney con sede en Celebration, Florida. Este puesto significaba que supervisaba todas las operaciones de visitas guiadas grupales a varios destinos estadounidenses e internacionales.
De 2013 a 2014, D'Amaro se desempeñó como vicepresidente de Disney's Animal Kingdom. Al final, D'Amaro fue vicepresidente mientras el parque temático planeaba su gran expansión para incluir Pandora - The World of Avatar, la empresa conjunta entre Disney y James Cameron y la mayor expansión de su historia. Después de que comenzara la construcción de la expansión de Disney's Animal Kingdom, en septiembre de 2014, D'Amaro se convirtió en vicepresidente senior de Operaciones de Resort y Transporte en Walt Disney World Resort en Florida, trabajando en este puesto hasta febrero de 2017.
De 2017 a 2020, las posiciones de D'Amaro dentro de Disney Parks, Experiences and Products cambiaron rápidamente. En 2017, fue ascendido a CCO de Walt Disney World Resort, cargo superior que solo ocupó durante un año antes de asumir el cargo de presidente del Parque Disneyland en Anaheim, California, otro cargo que solo desempeñó durante un año y medio, antes de regresar a Florida para convertirse en presidente de Walt Disney World Resort.
En 2020, Bob Chapek sucedió a Bob Iger como director ejecutivo de The Walt Disney Company. El 18 de mayo de 2020, D'Amaro sucedió a Chapek como presidente de Disney Parks, Experiences and Products durante la pandemia de COVID-19. La presidencia significa que D'Amaro es responsable de la gestión de atracciones, cruceros, mercancías y ventas minoristas de los seis parques temáticos en California, Florida, Francia, Shanghai, Hong Kong y Tokio.
El 29 de septiembre de 2020, durante la pandemia de Covid-19, Disney se vio obligada a despedir a 28 000 empleados de sus parques temáticos. A pesar de la reapertura gradual de muchos complejos turísticos de Disney en todo el mundo durante el verano de 2020, Disneyland Resort en California no pudo reabrir sus parques temáticos y suspendió a los miembros del elenco y al personal.
A principios de abril de 2021, cuando se estaban levantando las restricciones de Covid, D'Amaro había propuesto reabrir al público ciertos parques y servicios de Disney. El 30 de abril de 2021, Disney reabrió el parque Disneyland en Anaheim, que fue el último resort de Disney en reabrir después del cierre inicial. Disneyland Paris reabrió sus puertas el 17 de junio después del segundo cierre el 30 de octubre de 2020, lo que lo convierte en el último parque y resort de Disney en reabrir en general y uno de los dos resorts de Disney en cerrar, reabrir y cerrar nuevamente debido a restricciones del gobierno local, el otro. siendo Hong Kong Disneyland.